# NGC 4300
NGC 4300 este o galaxie activă situată în constelația Fecioara. A fost descoperită în 17 aprilie 1786 de către William Herschel. Se află la o distanță de 34,9 de megaparseci de Pământ.